# Huila
Huila és un departament de Colòmbia.

## Símbols
L'escut del departament de Huila, a Colòmbia, fou adoptat el 1950, segons decret número 80/1950 del governador Florentino Ramirez. Huila, a diferència d'altres departaments, no va utilitzar l'escut de la capital (Neiva) com a substitut, ja que la ciutat no va adoptar el seu escut fins al 30 de novembre de 1977, decret 415 de l'alcaldia

## Municipis
- Acevedo
- Agrado
- Aipe
- Algeciras
- Altamira
- Baraya
- Campoalegre
- Colombia
- Elias
- Garzón
- Gigante
- Guadalupe
- Hobo
- Iquira
- Isnos
- La Argentina
- La Plata
- Nataga
- Neiva
- Oporapa
- Paicol
- Palermo
- Palestina
- Pital
- Pitalito
- Rivera
- Saladoblanco
- San Agustín
- Santa María
- Suaza
- Tarqui
- Tello
- Teruel
- Tesalia
- Timana
- Villavieja
- Yaguara